# Набережные Дублина
Набережные Дублина (англ. Dublin quays) — набережные вдоль северного и южного берега реки Лиффи в городской черте Дублина. Набережные сыграли важную роль в истории Дублина.
Большая часть южной набережной и часть северной являются частями дороги N4, а другая часть северной набережной — частью дороги M1.

## Связь с городской улично-дорожной сетью
Обе набережные тянутся на протяжении 4,3 км от моста Шона Хьюстона на западе. Восточная оконечность северной набережной выходит на мост Ист-Линк, а восточная оконечность южной — на Гранд канал. Набережные пересекают семнадцать мостов, из которых три — исключительно пешеходные, один железнодорожный мост, один — для трамваев LUAS и пешеходов, остальные мосты предназначены для автотранспорта и пешеходнов.
На северном берегу Лиффи расположены (с запада на восток): Вулф Тон Куэй, Сарсфилд Куэй, Эллис Куэй, Арран Куэй, Иннс Куэй, Аппер Ормонд Куэй, Лоуэ Ормонд Куэй, Bachelors Walk, Eden Quay, Кастом Хаус Куэй и Норт Уолл Куэй.
На южном берегу Лиффи расположены (с запада на восток): Виктория Куэй, Остров Ашера, Ашер Куэй, Мерчентс Куэй, Wood Quay, Эссекс Куэй, Веллингтон Куэй, Крэмптон Куэй, Астон Куэй, Бург Куэй, Джордж Куэй, Сити Куэй, Sir John Rogerson's Quay и Britain Quay.
Большинство дорог в центре Дублина являются односторонними и ведут с северного берега Лиффи на восток, а с южного — на запад.

## История
Первыми поселенцами Дублина были викинги, об этом говорят многие артефакты, найденные в районе Wood Quay. Набережные в Дублине начали строиться в начале XIII века, во время правления короля Иоанна Безземельного, который выдавал горожанам разрешения возводить здания на берегах Лиффи. Набережные были центром морской торговли Ирландии до начала XIX века, когда строительство крупных судов стало препятствием для их захода в мелководную Лиффи.
Одним из главных ориентиров Дублина на Кастом Хаус Куэй является здание ирландской таможни (англ. The Custom House), в честь которого набережная и получила своё название. Здание таможни было завершено в 1791 году, а в 1802 году на Иннс Куэй было построено здание четырёх судов, оба здания построены по проекту Джеймса Гэндона.
Бург Куэй названа в честь Елизабет Бург, жены Энтони Фостера, сын которого, Джон Фостер, был последним спикером ирландской палаты общин. На Бург Куэй в своё время размещался театр Тиволи, а также здание Зерновой Биржи, построенное по проекту Джорджа Хэлпина в 1815 году, его гранитный фасад по-прежнему выходит на Бург Куэй. Суда доходили по Лиффи до Бург Куэй до 1879 года, когда в этом месте был построен мост Батта. Многие из зданий на Бург Куэй (в частности, дом № 8) до сих пор сохраняют на фасадах следы отметок, сделанных для Комиссии по ширине улиц.
В последние годы в Дублине активно идёт реконструкция набережных. В конце 1970-х, в ходе реконструкции Wood Quay, организованной городскими властями, было найдено много археологических находок времён викингов, что вызвало многочисленные протесты общественности с требованием прекратить реконструкцию.
В 2006 году местные политики предложили переименовать некоторые набережные. Так, депутат Европейского парламента Гай Митчелл предложил переименовать Джордж Куэй или Виктория Куэй в Джойс Куэй или Биэн Куэй, в честь знаковых ирландских писателей Джеймса Джойса и Брендана Биэна.

## В массовой культуре
Набережные Дублина вдохновляли многих ирландские художники и писателей. Например, действие многих рассказов Джеймса Джойса развёртывается на набережных города. Как отмечал биограф Джойса Майкл Бегнал, «Джойс ассоциирует набережные Лиффи с желанием бежать».
Младший брат поэта Уильяма Йейтса, художник Джек Батлер Йейтс написал картину «Набережные Дублина» в 1916 году.
Писатель Фрэнсис А. Джерард описал набережные Дублина в 1898 году следующим образом: «Большая часть живописного облика Дублина связана с набережными, которые пересекают город и мосты, которые охватывают Лиффи, они придают ему иностранный привкус, напоминающий набережные Парижа».
«Остров Ушер» было кличкой одной из лошадей — участников скачек в 1994 году в Эйнтри, графство Мерсисайд, Великобритания.
Фильм 1987 года «Мёртвые» — экранизация одной из новелл сборника Джойса «Дублинцы», был снят Джоном Хьюстоном на острове Ушера. В новелле Джойса сёстры Кейт и Юлия Моркан избирают местом своего ежегодного танца «темный доме на острове Ушера».